# Beija-flor-de-costas-violeta
O beija-flor-de-costas-violeta (Thalurania watertonii) é uma espécie de ave apodiforme da família Trochilidae. É endêmico da Mata Atlântica nordestina, encontrado em florestas húmidas nos estados de Pernambuco, Alagoas, Sergipe e, possivelmente, no extremo norte da Bahia.

## Descrição
O beija-flor-de-costas-violeta apresenta dimorfismo sexual. Os machos macho possuem uma plumagem brilhante e iridescente, são mais pesados, com asas e caudas significativamente maiores, enquanto as fêmeas têm bicos mais longos e plumagem menos vistosa. Os machos possuem aproximadamente 11,8–13 cm de comprimento, incluindo uma cauda de 6 cm; as fêmeas, por outro lado, medem cerca de 10–11 cm de comprimento, com uma cauda de 3,6 cm. Em geral, os indivíduos possuem um peso que vai de 3,7 a 5,2 g.
Os machos têm uma plumagem iridescente chamativa em azul, verde e roxo. A coroa e o pescoço são verde-bronze, o dorso é azul-violeta iridescente, a parte inferior verde-grama brilhante, os flancos azul-violeta e a cauda azul. A cauda é longa e profundamente bifurcada. A plumagem da fêmea é mais tênue, permitindo que fiquem imperceptíveis enquanto constroem ninhos e cuidam de seus filhotes, e a cauda é menor, levemente bifurcada, com uma faixa subterminal azul, um par de rectrizes azul-esverdeadas e uma ponta branca. Os juvenis são semelhantes às fêmeas adultas.

## Distribuição e habitat
A espécie é restrita a Pernambuco, Alagoas, Sergipe, e aparentemente ao norte da Bahia, embora não haja registros recentes. Acredita-se que a espécie é encontrada apenas na Mata Atlântica. Relatos de avistamentos no leste do Pará são possivelmente imprecisos, e há um espécime que foi atribuído à Guiana, embora sua verdadeira origem seja desconhecida. O beija-flor-de-costas-violeta habita florestas úmidas costeiras, desde o nível do mar até 980 metros. Forrageia em alturas baixas a médias, geralmente na periferia da vegetação.

## Ecologia e comportamento
O beija-flor-de-costas-violeta se alimenta do néctar de flores de lianas, cactos, epífitas, árvores e arbustos, ocasionalmente comendo invertebrados capturados no ar. Os machos estabelecem territórios que são agressivamente defendidos contra invasores intraespecíficos ou interespecíficos.
A cópula ocorre entre novembro e fevereiro. O beija-flor-de-costas-violeta constrói um ninho em forma de taça, feito a partir de radículas e musgo, que são fortemente colados por teias de aranha. O ninho é preso a um galho horizontal de um arbusto ou pequena árvore, geralmente protegido por folhas pendentes, em uma altura de 1,5–2,5 m acima do solo. A fêmea normalmente põe dois ovos, com um período de incubação de 14 a 15 dias, geralmente realizado pela fêmea.

## Estado de conservação
Thalurania watertonii é listada como uma espécie em perigo pela Lista Vermelha da IUCN, devido à redução contínua de suas populações, principalmente devido à extensa e contínua perda de habitat e ao desmatamento na região nordeste. Sua área de ocupação é menor que 500 km2 e sua população é severamente fragmentada, com o número total estimado em menos de 2,500 indivíduos, com cada subpopulação contendo menos de 250 aves.